# 笠松県
笠松県（かさまつけん）は、1868年（慶応4年）に美濃国内の幕府領・旗本領を管轄するために明治政府によって設置された県。管轄地域は現在の岐阜県南部に広く分布している。

## 概要
美濃国は関ヶ原の戦い後、幕府がこの地に有力な大名が出現しないように、10万石未満の多数の藩と幕府直轄領に細分する。この結果、美濃国の約3割は幕府直轄領となり、美濃郡代が設置された。
1868年（慶応4年）1月、朝廷の命を受けた東山道鎮撫使の竹沢寛三郎によって笠松陣屋は天朝御用所に改められ、その後、笠松裁判所を経て笠松県に組織変更された。
1871年（明治4年）、廃藩置県後の第1次府県統合に伴い美濃国内の9県が岐阜県に統合されたことにより廃止された。なお、笠松陣屋には1873年（明治6年）まで岐阜県庁が置かれ、笠松県知事であった長谷部恕連は岐阜県令を引き続き務めた。

## 沿革
- 1868年（慶応4年）
  - 4月15日 - 明治政府が美濃郡代が置かれた美濃国羽栗郡笠松町（現在の岐阜県羽島郡笠松町県町67-1）にあった笠松陣屋に笠松裁判所を設置。
  - 閏4月25日 - 笠松裁判所を廃止し笠松県を設置。
- 1869年（明治2年）8月2日 - 伊勢国内の笠松県、大津県（旧信楽代官所）の管轄区域を度会県に編入せよとの太政官達が出される。
- 1870年（明治3年）2月3日 - 伊勢国内の管轄区域が度会県に引き渡される（一部は長島藩に編入）。
- 1871年（明治4年）11月22日 - 第1次府県統合により美濃国の9県が合併して岐阜県が成立。同日笠松県廃止。

## 管轄地域
- 美濃国
  - 席田郡 - 9村（笠松代官所1村、旗本領8村、大垣藩預所1村）
  - 多芸郡のうち - 26村（笠松代官所14村、大垣藩預所11村、名古屋藩領1村）
  - 石津郡のうち - 47村（笠松代官所17村、大垣藩預所5村、旗本領24村、名古屋藩領3村）
  - 不破郡のうち - 30村（大垣藩預所20村、旗本領11村、名古屋藩領2村）
  - 安八郡のうち - 37村（笠松代官所14村、大垣藩預所16村、旗本領6村）
  - 池田郡のうち - 17村（大垣藩預所1村、旗本領10村、大垣藩領2村、名古屋藩領6村）
  - 大野郡のうち - 75村（大垣藩預所7村、旗本領60村、大垣藩領2村、名古屋藩領9村）
  - 本巣郡のうち - 36村（笠松代官所1村、大垣藩預所23村、旗本領9村、名古屋藩領1村、磐城平藩領6村）
  - 方県郡のうち - 47村（笠松代官所13村、大垣藩預所6村、旗本領19村、名古屋藩領3村、大垣藩領2村、磐城平藩領11村）
  - 厚見郡のうち - 57村（笠松代官所1村、大垣藩預所11村、加納藩預所1村、旗本領1村、加納藩領20村、名古屋藩領4村、磐城平藩領12村）
  - 各務郡のうち - 35村（笠松代官所12村、旗本領26村）
  - 山県郡のうち - 36村（笠松代官所28村、旗本領8村、名古屋藩領2村）
  - 郡上郡のうち - 38村（笠松代官所18村、旗本領20村）
  - 加茂郡のうち - 44村（笠松代官所35村、旗本領20村、名古屋藩領2村）
  - 可児郡のうち - 64村（笠松代官所27村、旗本領18村、名古屋藩領19村）
  - 土岐郡のうち - 16村（笠松代官所8村、旗本領3村、名古屋藩領8村）
  - 恵那郡のうち - 44村（笠松代官所3村、旗本領35村、名古屋藩領7村）
  - 羽栗郡のうち - 42村（笠松代官所14村、旗本領26村、名古屋藩領3村、磐城平藩領2村）
  - 中島郡のうち - 20村（笠松代官所13村、旗本領4村、名古屋藩領6村）
  - 海西郡のうち - 12村（笠松代官所11村、旗本領1村）
  - 武儀郡のうち - 15村（笠松代官所9村、旗本領6村）

なお相給が存在するため、村数の合計は一致しない。

## 歴代知事

### 笠松裁判所
- 1868年（慶応4年）4月15日 - 1868年（慶応4年）閏4月21日 ： 総監・大原重徳（元公家）
- 1868年（慶応4年）4月15日 - 1868年（慶応4年）4月25日 ： 不在

### 笠松県
- 1868年（慶応4年）閏4月25日 - 1868年（慶応4年）5月19日 ： 知事・内田盛徳
- 1868年（慶応4年）5月19日 - 1868年（慶応4年）6月28日 ： 知事・長谷部恕連（元福井藩士）
- 1868年（慶応4年）6月28日 - 1868年（慶応4年）8月20日 ： 知事・林左門（元名古屋藩士）
- 1868年（慶応4年）8月20日 - 1870年（明治3年）10月9日 ： 権知事・長谷部恕連
- 1870年（明治3年）10月9日 - 1871年（明治4年）11月22日 ： 知事・長谷部恕連（前笠松県権知事）